# O Leão, a Feiticeira e o Guarda-Roupa
The Lion, The Witch and the Wardrobe (em português:  O Leão, A Feiticeira e o Guarda-Roupa) é um romance de literatura fantástica do escritor britânico C.S. Lewis. Publicado em 1950, mas escrito em meados de 1940, é o primeiro e mais conhecido livro da série intitulada As Crônicas de Nárnia. Apesar de ser o primeiro livro a ser publicado, é na verdade o segundo na ordem cronológica dos acontecimentos da série. Traz a dedicatória do autor para a sua enteada, Lucy Barfield.

## Personagens
- Pedro Pevensie: O mais velho dos irmãos Pevensie. Inicialmente duvidou de Lúcia sobre a existência de um mundo além de um Guarda-Roupa. É considerado um herói no livro, pois lutou contra a Feiticeira Branca. Foi coroado como o Grande Rei Pedro, O Magnífico.

- Susana Pevensie: A segunda mais velha dos irmãos Pevensie. É a que mais duvida da existência de Nárnia junto com Pedro, o irmão mais velho. Pensava que esse mundo não existia, que não passava de uma invenção da irmã Lúcia. Foi coroada como a "rainha Susana, A Gentil".

- Edmundo Pevensie: Edmundo é um garoto emburrado, sempre enfurecido com seu irmão Pedro, que às vezes, é exigente demais com o irmão mais novo. É enganado pela Feiticeira Branca por um pouco de manjar turco, traindo aos irmãos. Vai se tornando uma pessoa boa com o tempo. Foi coroado como rei Edmundo, O Justo.

- Lúcia Pevensie: É a mais nova dos irmãos Pevensie, uma garotinha pura e alegre, que também foi a primeira a encontrar o Guarda-Roupa. É a mais ligada a Aslam e Nárnia. Foi coroada como rainha Lúcia, A Destemida.

- Tumnus: É um fauno, o primeiro narniano a aparecer. Fica amigo de Lúcia e depois revela que ia raptá-la para a Feiticeira Branca. No final se torna um bom amigo das crianças.

- Jadis: Mais conhecida como Feiticeira Branca, durante muito tempo ela foi uma tirana cruel e impiedosa, que usurpou a terra de Nárnia, mergulhando-a em um inverno eterno. Quando os Pevensie chegaram em Nárnia, já fazia 100 anos desse inverno eterno. Ela também bloqueou o Natal durante seu reinado. Foi morta por Aslam.

- Aslam: O Grande Leão falante do mundo de Nárnia. É considerado uma autoridade entre os habitantes do país de Nárnia, com os títulos de "filho do Imperador de Além Mar" e "O Grande Leão". É relatado que Aslam é o criador e o destruidor do mundo de Nárnia.

- Sr. e Sra. Castor: Castores falantes que acolhem aos Pevensie e os ajudam na batalha. Os dois castores moram em um dique em Nárnia.

## Sinopse
Neste livro são narradas as aventuras dos quatro irmãos Pevensie: Pedro, Susana, Edmundo e Lúcia, que fugindo dos bombardeios a Londres durante a II Guerra Mundial, vão até a casa de um professor que morava no campo. Lá encontram, dentro de um guarda-roupa (cuja origem é revelada em O Sobrinho do Mago), uma passagem que liga nosso mundo ao mundo de Nárnia.
Eles chegam a este país que está sendo castigado por um inverno decretado pela Feiticeira Branca, também conhecida como Jadis. Lá eles ficam sabendo duma profecia narniana que dizia que quando dois filhos de Adão e duas filhas de Eva aparecerem e se tornarem reis de Nárnia em Cair Paravel (com a ajuda do leão Aslam), o governo da Feiticeira irá terminar.
Infelizmente Edmundo, tentado pelas promessas da Feiticeira Branca, acaba traindo os próprios irmãos, avisando-a de que seus irmãos estão em Nárnia e que estão procurando Aslam. Mas de qualquer maneira os outros três acabam por encontrar Aslam, além de conseguirem salvar Edmundo da Feiticeira. Como prova de amor, Aslam se oferece em troca de Edmundo para ser sacrificado na Mesa de Pedra, local onde os traidores são entregues à Feiticeira para sacrifício.
Mas a morte não é capaz de vencer Aslam, que revive por ser inocente, conforme ordena a Magia Profunda de Antes da Aurora do Tempo. Então a Feiticeira agrupa seus súditos fiéis para atacar o exército de Aslam, liderado agora por Pedro. Aslam primeiramente vai libertar os narnianos que foram transformados em estátuas de pedra pela Feiticeira em seu castelo, e logo então vai ajudar Pedro na batalha, derrotando definitivamente a Feiticeira e seu exército.
Com a vitória, os quatro irmãos são coroados reis e rainhas de Nárnia em Cair Paravel. Eles governam por muitos anos, iniciando a Época de Ouro. Os quatro irmãos são coroados reis e rainhas, recebendo eles os títulos de: Grande Rei Pedro, o Magnífico; Rei Edmundo, O Justo; Rainha Lucia, A Destemida; E Rainha Suzana, A Gentil.
Eles então reinam durante vários e vários anos, jogando-os na idade adulta ao mesmo tempo em que contemplam Nárnia com um período de paz e prosperidade nunca antes vivido por aquela terra mágica. Tal período foi considerado a "Era de Ouro", ou o "Apogeu" de Nárnia (época, inclusive, em que se passa O Cavalo e seu Menino, quinto volume da série na ordem de publicação ou o terceiro volume na ordem cronológica da série).
Entretanto, o reinado dos quatro irmãos acaba quando, eles, juntos em uma caçada, acabam por encontrar uma passagem no Ermo do Lampião (a mesma que eles usaram para entrar em Nárnia), que acaba os levando de volta ao nosso mundo, de forma acidental. Como o tempo em Nárnia e no nosso mundo são paralelos e correm numa velocidade própria, eles voltam com a mesma idade e exatamente no mesmo dia em que tinham entrado no guarda-roupa, como se tivesse de fato se passado apenas alguns minutos desde que entraram (que para os irmãos pareciam muitos anos). Ninguém ficou sabendo das aventuras deles em Nárnia, a não ser o professor que os hospedou.
Os quatro irmãos ainda voltariam juntos mais uma vez a Nárnia, conforme é narrado em Príncipe Caspian.

## Capítulos
| Brasil - Editora Martins Fontes Ltda. - 01 - Uma Estranha Descoberta - 02 - O Que Lúcia Descobriu - 03 - Edmundo e o Guarda-Roupa - 04 - Manjar Turco - 05 - Outra Vez do Lado de Cá - 06 - Na Floresta - 07 - Um Dia com os Castores - 08 - Depois do Jantar - 09 - Na Casa da Feiticeira - 10 - O Encantamento Começa a Quebrar-se - 11 - A Aproximação de Aslam - 12 - A Primeira Batalha de Pedro - 13 - Magia Profunda na Aurora do Tempo - 14 - O Triunfo da Feiticeira - 15 - Magia Ainda Mais Profunda de Antes da Aurora do Tempo - 16 - O Que Aconteceu com as Estátuas - 17 - A Caçada ao Veado Branco | Inglaterra - HarperCollins Publishers Ltd. - 01 - Lucy Looks Into a Wardrobe - 02 - What Lucy Found There - 03 - Edmund and the Wardrobe - 04 - Turkish Delight - 05 - Back on This Side of the Door - 06 - Into the Forest - 07 - A Day with the Beavers - 08 - What Happened After Dinner - 09 - In the Witch's House - 10 - The Spell Begins to Break - 11 - Aslan is Nearer - 12 - Peter's First Battle - 13 - Deep Magic from the Dawn of Time - 14 - The Triumph of the Witch - 15 - Deeper Magic from Before the Dawn of Time - 16 - What Happened About the Statues - 17 - The Hunting of the White Stag |

## Filmes e adaptações
Veja também o artigo sobre o filme em The Chronicles of Narnia: The Lion, the Witch and the Wardrobe
A obra já foi adaptada para a televisão, rádio, cinema e teatro. Em 2005 este livro ganhou uma adaptação cinematográfica pela Disney e Walden Media, dirigida por Andrew Adamson. A rede de televisão britânica BBC já realizou a adaptação do livro para o rádio na década de 1980, e para uma série de televisão que foi ao ar entre 1988 e 1990, sendo premiada com um Emmy.

## Temas cristãos
Uma carta do autor dos livros revela a evidência clara e contundente da mensagem que Lewis quis passar através de As Crônicas de Nárnia. Esta carta, escrita em 1961, foi enviada por C.S. Lewis a um menino na qual lhe fala sobre suas histórias, e indica que Lewis quis representar Jesus Cristo de forma figurada com o leão Aslam. Nela, Lewis afirma que "toda a história de Nárnia se refere a Cristo".
A carta foi divulgada por Walter Hooper, que foi secretário de Lewis e que se tornou seu biógrafo. A mesma vem a trazer luz ao debate no qual os cristãos explicam a mensagem dos livros com a obra de Cristo, enquanto que o mundo secular alega que é uma história como qualquer, aceitando a mesma mas não o significado cristão.
Nessa mesma carta, Lewis diz: "Suponhamos que existisse um mundo como Nárnia, e suponhamos que Cristo quisesse ir a esse mundo e salvá-lo (como fez conosco). O que aconteceria então?". O mesmo Lewis responde a esta pergunta dizendo: "Pois as crônicas são minha resposta. Como Nárnia é um mundo de animais que falam, pensei em encarná-lo como um animal que fala. Dei-lhe a forma de leão porque se supõe que o leão é o rei dos animais; e também Jesus é chamado 'O Leão de Judá' na Bíblia". O conteúdo desta carta foi publicado em um livro que contém as cartas de C.S. Lewis.
A história foi inspirada em temas cristãos, tomando-os emprestados para serem ilustrados juntamente com algumas ideias do próprio C.S. Lewis. A história de O Leão, A Feiticeira e o Guarda-Roupa claramente aborda os temas do sacrifício de Cristo para remissão, e a sua ressurreição sob a figura do sacrifício de Aslam na Mesa de Pedra em troca da vida de Edmundo.
Mais paralelos podem ser identificados como a Trindade tendo Aslam como Filho, dado que além do sacrifício é citado o fato de que ele é filho do Imperador-de-Além-Mar, que este seria o Pai. Há ainda alusões a eventos do sacrifício de Cristo no sacrifício de Aslam, como a sua humilhação antes da morte, e as cortinas do templo rasgadas após a morte na forma da Mesa de Pedra sendo partida de um lado a outro.
Pode ser feita uma comparação no papel das crianças com o dos discípulos de Jesus colocando Edmundo como Judas Iscariotes (o traidor), e o rei Pedro como o próprio Apóstolo Pedro. As duas meninas também são as primeiras a ver Aslam ressurreto assim como na narrativa bíblica.